# فرودگاه کرچ
فرودگاه کرچ (به انگلیسی: Kerch Airport) یک فرودگاه همگانی با کد یاتا KHC است که یک باند فرود آسفالت دارد و طول باند آن ۱۶۵۲ متر است. این فرودگاه در شهر کرچ در کشور اوکراین قرار دارد و در ارتفاع ۵۲ متری از سطح دریا واقع شده است.